# Fritz Oser
Fritz Oser (* 15. Juli 1937 in Hofstetten; † 5. September 2020 in Freiburg im Üechtland) war ein Schweizer Pädagoge, Psychologe und Hochschullehrer.

## Leben
1952–1957 besuchte Oser das Lehrerseminar in Solothurn und erwarb 1962 das Diplom als Musiklehrer. Es folgten Studien an der Universität Basel in Philosophie bei Karl Jaspers sowie in Pädagogik und Sprachwissenschaft. Weitere Studien verfolgte er 1963–1964 an der Sorbonne und am Institut Catholique de Paris in Paris (Philosophie, französische Literatur, Theologie und Musikwissenschaft). 1964 erwarb Oser in der Schweiz das Sekundarlehrerdiplom. Zwei Jahre später erhielt er einen Lehrauftrag an der Theologischen Fakultät in Luzern für Psychologische Didaktik und Methodik. 1972 wurde Oser Assistent am Pädagogischen Institut der Universität Zürich, wo er 1975 seine Dissertation über Lernkonzepte im Bereich der moralischen Erziehung vorlegte. Nach einem Forschungsprojekt in den USA habilitierte sich Oser 1979 und wurde 1981 ordentlicher Professor für Pädagogik der Universität Freiburg im Üechtland. Dort amtete er als Institutsleiter bis zu seiner Emeritierung 2007.
Neben seinen Studien und Schriften zum religiösen und moralischen Urteil entwickelte er vor allem methodisch-didaktiche Basismodelle des Unterrichts. Seine Basismodelle beschreiben individuelle Lernschritte, die als Voraussetzung zur Erreichung der jeweiligen schulischen Lernziele angesehen werden und nach Oser feststehende Ketten geistiger Operationen darstellen.

## Modell der Entwicklung des religiösen Urteils
Oser geht dabei von der Eigenständigkeit des religiösen Urteils gegenüber dem moralischen aus. Seinem Modell nach durchläuft der Mensch bis zu fünf Stufen der Entwicklung des religiösen Urteils:
- 1: «Deus ex machina – Gott kann alles.» Das Letztgültige, was immer es für eine Form hat, beschützt oder lässt im Stich, gibt Krankheit und Gesundheit etc. Es beeinflusst alle Lebewesen, auch den Menschen, direkt. Der Wille des Letztgültigen muss erfüllt werden, sonst zerbricht die Beziehung zu ihm.
- 2: «Do ut des – Ich gebe, damit du gibst».  Der Wille des Letztgültigen kann beeinflusst werden, z. B. durch Gebete. Wenn man seinem Willen gehorcht, wird man gut behandelt.
- 3: «Gott tut und der Mensch tut». Der Mensch wird als vollständig selbstverantwortlich gesehen. Das Letztgültige ist eine Größe außerhalb des Menschlichen. Es hat sein eigenes Aktionsfeld, seine Ganzheitlichkeit hat eine Freiheit, einen Sinn und eine Hoffnung, die ganz anders sind als die des Menschen. Das Letztgültige ist Repräsentant der Grundordnung des Lebens und der Welt.
- 4: «Der Mensch tut, weil es Gott gibt».
- 5: «Kommunikativ-religiöse Praxis».

## Schriften (Auswahl)
- Die Jesus-Beziehung. 7. Band der Reihe modelle. Eine Reihe für den Religionsunterricht. Curriculum RU 1. Schuljahr. Drittes Werkbuch. Walter, Olten 1973. (2. Auflage 1975, ISBN 3-530-57796-0).
- mit Wolfgang Althof: Moralische Selbstbestimmung. Modelle der Entwicklung und Erziehung im Wertebereich. Ein Lehrbuch. Klett-Cotta, Stuttgart 1992, ISBN 3-608-95816-9.
- mit Christian Grethlein: Religionspädagogik. De Gruyter, Berlin / New York 1998, ISBN 3-11-014549-9.
- mit Wolfgang Edelstein, Peter Schuster: Moralische Erziehung in der Schule. Beltz, Darmstadt 2001, ISBN 3-407-25246-3.